# Куликовское сельское поселение (Краснодарский край)
Куликовское сельское поселение — муниципальное образование в составе Ленинградского района Краснодарского края России.
В рамках административно-территориального устройства Краснодарского края ему соответствует Куликовский сельский округ.
Административный центр  и единственный населённый пункт — хутор Куликовский.
Сельское поселение образовано законом Краснодарского края от 5 мая 2004 года.

## Население
| 2010  | 2012  | 2013  | 2014  | 2015  | 2016  | 2017  |
| ----- | ----- | ----- | ----- | ----- | ----- | ----- |
| 1788  | ↗1791 | ↗1810 | ↗1830 | ↗1857 | ↘1840 | ↘1814 |
| 2018  | 2019  | 2020  | 2021  | 2023  |       |       |
| ↘1781 | ↘1778 | ↘1749 | ↗1779 | ↘1756 |       |       |